# استبيان تواتر الغذاء
- إستبيان تواتر الغذاء (اف اف كيو) هو إستبيان يُستخدم للحصول على التواتر أو التردد وفي بعض الحالات الحصول على معلومات عن حجم نسبة الاستهلاك للأطعمة والمشروبات خلال فترة زمنية معينة وعادة ما تكون الشهر الماضي من السنة.[1] وتعد استبيانات تواتر الطعام أداة التقييم المستخدمة بكثرة في الدراسات الوبائية الكبيرة عن النظام الغذائي والصحة.[2][3] تتضمن أمثلة إستخدامها على تقييم إستيعاب الفيتامينات والعناصر الغذائية الأخري[4][5][6]، تقييم إستيعاب السموم[7][8]، وتقدير انتشار الأنماط الغذائية مثل النباتية. وهو مثال على أداة تقييم النظام الغذائي.

## الهيكل والبيانات التي تم جمعها

### أسئلة
يتضمن الاستبيان أسئلة عن مجموعة من المواد الغذائية والمشروبات. ويمكن أن تتواجد أسئلة تسأل عن الآتي:
1. تواتر الاستهلاك (مع خيا «ابدًا» بالإضافة إلي خيارات تتراوح من ليس كثيرًا إلي مرات عديدة يوميًا).
2. معلومات عن حجم الحصة والتي قد تكون مؤطرة من حيث حجم الجزء لكل جولة من الاستهلاك أو إجمالي حجم الجزء. وقد يُطلب من المستجيبين ترجمة كمية الاستهلاك المعتادة إلي عدد وحدات محددة مثل كوب من الأرز. وتضم بعض الاستبيانات صور لحجم الحصص وذلك في محاولة لتعزيز دقة التقرير.[10]
3. معلومات اخري مثل تواتر الاستخدام في أوقات محددة من السنة والأنواع الفرعية والماركات التي يستخدمها البعض.

وبالإضافة إلى الأطعمة والمشروبات، يقوم الاستبيان بالسؤال عن تواتر إستيعاب وجرعات المكملات الغذائية التي تُستهلك عادة.

### طول وتنسيق الإدارة
يشتمل الاستبيان والذي يهدف إلى الحصول على إجمالي كمية الطعام على أسئلة تحتوي على 80 إلى 120 منتج من الطعام والشراب، ويستغرق من 30 إلى 60 دقيقة لإكمالها.وقد يقوم الاستبيان على إجراء المقابلة الشخصية في حالة انخفاض معدل معرفة القراءة والكتابة، وكذلك عند إجراء ذلك على الأطفال. تم تصميم الاستبيان للاستخدام الفردي بدلاً من الاستخدام المنزلي (بمعنى أنه يجب الإجابة عليها لكل مستهلك فردي للأغذية). أما بالنسبة  للأطفال الصغار جدًا، قد یتم الإجابة علیالاستبيان من قبل أحد الوالدین أو الوصي بدلا من عنهم.

### أنواع استبيان تواتر الغذاء
يتم تصنيف الاستبيان كالأتي
1. غير الكمي:  إذا قاموا بجمع معلومات التردد فقط، ولا توجد معلومات عن حجم الحصة.
2. شبه كمي إذا قاموا بجمع معلومات عن كل من التردد وحجم الحصة.

## العلاقة مع أدوات التقييم الأخرى

### أدوات مماثلة لتقييم النظام الغذائي
إستبيان تواتر الغذاء يعد  طريقة شائعة للتقييم الغذائي، أي لبناء تاريخ النظام الغذائي للمستجيب. بعض الطرق الأخرى تشمل:
1. نظام غذائي على مدار 24 ساعة: هذه مقابلة منظمة تهدف إلى الحصول على معلومات مفصلة حول جميع الأطعمة والمشروبات التي يستهلكها المسُتفتى في الساعات الأربع والعشرين الأخيرة. بالنسبة للأطفال الصغار[12][13]، قد يستجيب الوالد أو الوصي نيابة عن الطفل.وطريقة بديلة لهذه الطريقة هي الاستدعاء المتكرر.[14] وهنا، بعد الاستدعاء الأولي، يعود المُحاور إلى الأسئلة السابقة لتوضيح المزيد من التفاصيل.
2. أنواع أخرى من مقابلات تاريخ النظام الغذائي، مثل سرد سجلات النظام الغذائي.[15]
3. مذكرات غذائية مرجحة (تُسمى أيضًا سجل الغذاء المرجح): يسجل الفرد تفاصيل الطعام والشراب في اليوميات في وقت الاستهلاك.[16] وطريقة بديلة لهذه الطريقة هو السجلات الغذائية المُقدرة، حيث يتم تقدير كمية الطعام والشراب بدلًا من وزنه.

### مزايا وعيوب نسبة إلى السجلات الغذائية المرجحة
إن إستبيان تواتر الغذاء كغيره من أساليب تقييم النظام الغذائي بأثر رجعي (مثل استدعاء نظام غذائي على مدار 24  ساعة وغيرها من أساليب تاريخ النظام الغذائي) لديها ميزة أنها لا تؤثر بشكل مباشر على سلوك المستجيب. في المقابل، قد تؤثر السجلات الغذائية المرجحة على سلوك تناول الطعام لدى المشارك. تحمل سجلات الغذاء المرجح أيضًا عبئًا عاليًا. أما من عيوب الاستبيان والطرق الأخرى أنها قد تكون أقل دقة لأن المشاركين يعتمدون على الذاكرة بدلًامن المعلومات المسجلة في الوقت الحقيقي.

### مزايا وعيوب نسبة إلى استدعاء النظام الغذائي على مدار 24 ساعة
يمتلك إستبيان تواتر الغذاء المزايا التالية:
1. يمكنهم التقاط استهلاك الأطعمة التي تُستهلك من وقت لآخر أو عرضيًا أفضل من النظام الغذائي على مدار 24 ساعة. على سبيل المثال، إذا كان الأشخاص يتناولون الكحوليات بشكل اعتيادي أكثر في أيام الجمعة، فعندئذ سيؤدي تذكير النظام الغذائي على مدار 24 ساعة يوم الثلاثاء إلى التقليل من مدى استهلاك الكحول. في حين أن إستبيان تواتر الغذاء المصمم بشكل جيد يمكنه التقاط المعلومات.
2. أسهل في في إدارته للسكان على نطاق واسع وأيضا أسهل في عمله من تذكر النظام الغذائي.

تمتلك استبيانات تواتر الغذاء العديد من العيوب كالتالي:
1. نظرًا إلى الفترة الزمنية الأطول المعنية، يعتمد إستبيان تواتر الغذاء بشكل أكبر على الأشخاص الذين لديهم ذاكرة جيدة بالإضافة إلى قدرتهم على تقدير وتيرة الأحداث النادرة بدقة). على سبيل المثال، القدرة على الحكم بشكل صحيح ما إذا كانوا يستهلكون شيئًا مرة واحدة في الشهر أو مرة في الأسبوع).و هذه مهام معقدة علمياً تتطلب ذاكرة عامة جيدة.
2. يفتقر استبيانات تواتر الغذاء إلى معلومات تفصيلية عن كيفية إعداد الطعام بالإضافة إلى معلومات حول الكمية التي تم استهلاكها وايضًا متى تم استهلاكها.
3. لأن استبيانات تواتر الغذاء تقتصر على قائمة ثابتة من الأطعمة، قد لا تلتقط أنماط الأكل للأشخاص الذين لديهم أنماط مختلفة من الأكل.
4. تعد أكثر عُرضة (من عمليات سحب الحمية) إلى التحيز الاجتماعي المرغوب، مع الإفراط في الإبلاغ عن مدى استهلاك الأطعمة «الصحية» مثل الفواكه والخضروات.

### التحقق من صحة استبيانات تواتر الغذاء باستخدام طرق أخرى
بسبب بعض المخاوف المحيطة بصحة وموثوقية استبيانات تواتر الغذاء، يقوم البحث باستخدام صحة استبيانات تواتر الغذاء بأخبار ايضًا صلاحية يختبر أيضا صلاحية. في تصميم بحث نموذجي، يتم التحقق من صحة إستبيان تواتر الغذاء في مقابل تقنية أخرى لتقييم النظام الغذائي (مثل استدعاء نظام غذائي على مدار 24 ساعة أو السجلات الغذائية المرجحة) على عدد قليل من السكان. بمجرد التحقق من صحتها، يمكن توزيع إستبيان تواتر الغذاء على عدد أكبر من السكان الذين يتمتعون بنفس الخصائص. الحاجة إلى التحقق من صحة استبيانات تواتر الغذاء ضد عمليات سحب الحمية أو طرق أخرى أكثر موثوقية هي موضوع متكرر في الأبحاث والتوجيهات على استبيانات تواتر الغذاء.

## استبيانات تردد الغذاء المستخدمة

### خصوصية للسكان
بما أن استبيانات تردد الغذاء المستخدمة تدرج أغذية ومشروبات محددة، فإن إستبيان تواتر الغذاء المصمم لتجمع من السكان  يكون غير صالح للتجمعات السكانية الأخرى. لذلك، يجب تعديلها بشكل مناسب وإعادة إثبات صلاحيتها في مقابل مجموعات جديدة. بعض التحديات الرئيسية تشمل:
1. تستهلك المجموعات السكانية المختلفة مجموعات مختلفة من الأطعمة والمشروبات، وبالتالي فإن قائمة العناصر الموجودة في  الاستبيان التي تم التحقق منها ضد مجموعة واحدة من السكان قد لا تغطي جميع العناصر الخاصة بالسكان الآخرين.
2. حتى عندما تتطابق المنتجات فيرالاسم، قد تختلف طرق الإعداد بدرجة كبيرة بما يكفي من أن النتائج من استبيان قد لا تنطبق على آخر مختلف.
3. تتحدث المجموعات السكانية المختلفة بلغات مختلفة، لذلك يجب ترجمة الاستبيان. حتى عندما يستخدم السكان نفس اللغة (على سبيل المثال، دولتين ناطقة باللغة الإنجليزية)، يمكن أن تختلف المصطلحات الخاصة بمواد غذائية معينة. وهكذا، على سبيل المثال، من أجل إدارة استبيان تاريخ الحمية في كندا، تم إنشاء نسخة كندية.[20]

يتوافر عدد من مقاييس استبيان تواتر الغذاء للبالغين في الولايات المتحدة. هناك أيضًا أبحاث تستند إلى استبيانات تواتر الغذاء في المملكة المتحدة، على الرغم من أن السجلات الغذائية المرجحة أكثر شيوعًا هناك. كما تم تطوير استبيانات تواتر الغذاء في السويد وغيرها من بلدان شمال وغرب أوروبا. كانت هناك بعض الأبحاث حول استبيانات تواتر الغذاء في مناطق أخرى، مثل الشرق الأوسط والبحر الأبيض المتوسط،  سريلانكا، وشانغهاي، الصين.

### استبيانات تواتر الغذاء الشائعة في الولايات المتحدة
يتم سرد القائمة أدناه من القوائم الحالية استبيانات الترددات الغذائية. يتم التحقق من صحة جميع الاستبيانات في القائمة أدناه من خلال العديد من الدراسات البحثية.
| اسم الاستبيان                                                                    | مطور | شكل الإدارة | نوع استبيان تواتر الغذاء                      | الطول |
| استبيان تواتر الغذاء هارفارد FFQ, المعروف أيضا باسم خدمة هارفارد (HSFFQ) وويليت. | والتر وليت ام. دي وزملاؤه في جامعة هارفارد (كان موجودًا قبل عام 2001 ؛ أحدث نسخة تم إنشاؤها عام 2007).                                                                                      | صدار القلم والورق فقط. كتيب بالإضافة إلى تحليل تكلفة حوالي 15.00-20.00 دولار لكل استبيان | شبه كمي                                       | يحتوي الكتيب على 19 صفحة و 18 سؤالًا، مع بعض الأسئلة التي تحتوي على عدد كبير من الأجزاء.                                                                         |
| -------------------------------------------------------------------------------- | --- | --- | --------------------------------------------- | --- |
| استبيان تاريخ الحمية (DHQ)                                                       | فرع تقييم عوامل الخطر في المعهد الوطني للسرطان. تم تطوير النسخة الأولى، DHQ I، من قبل فريق من بينهم فرانك طومسون وإيمي سوبار، كما ورد في ورقة نشرت في عام 2001.                            | DHQ كان لدي نسخة واحدة وكان ورق وقلم رصاص فقط. يحتوي DHQ II على أربعة إصدارات، يمكن أخذ كل منها عبر الإنترنت أو باستخدام الورق والقلم. النسخة الكندية (C-DHQ-II) متوفرة أيضًا. نماذج PDFs للنسخ الورقية متاحة بحرية. اللغات الأخرى المدعومة هي الإسبانية (لـ DHQ I) والفرنسية (لـ DHQ II الكندية، غير متوفرة على الإنترنت). | شبه كمي                                       | DHQ كان لدي 124 سؤالًا واستغرق الأمر ساعة كاملة لإكمالها. DHQ II لديه 134 سؤال في كل من إصداراته الأربعة.                                                        |
| بلوك FFQ                                                                         | المعهد الوطني للسرطان، تحت إشراف غلاديس بلوك. تم وصف تصميم الاستبيان في ورقة عام 1986، وتم نشر أول ورقة بحث تحقق من صحة الاستبيان في عام 1990. وتم تعديل FFQ فيما بعد وتم إنشاء إصدار ويب. | القلم والورق وإصدار الويب، سواء المتاحة في التكلفة. تبلغ التكلفة 2دولار لكل مستجيب لإصدار القلم والورق، بحد أدنى 100 دولار. | شبه كمي                                       | يحتوي استبيان عام 2014 على أسئلة من 127 مادة غذائية ومشروبات، بالإضافة إلى أسئلة إضافية للتكيف مع الدهون، البروتين، الكربوهيدرات، السكر، ومحتوى الحبوب الكاملة. |
| NHANES                                                                           | المعهد الوطني للسرطان | نسخة بالبريد والورق ترسل بالبريد إلى أعداد كبيرة من المستجيبين بشكل دوري. يتم استخدام النتائج كخطوط أساسية مقارنة لـ FFQs أخرى. عينة متاحة على الانترنت. | غير الكمي (في الغالب؛ أسئلة قليلة عن الكميات) | يحتوي كتيّب 2003/2004 على 139 سؤالاً و 24 صفحة. |

## تحليل البيانات

### حساب المُتحصل من المغذيات (بالنسبة لمقياس شبه الكمي)
يُمكن تقدير الحسابات الخاصة بتناول المواد الغذائية عن طريق برامج حاسوبية تُضاعف الترددات المُبلّغ عنها لكل نوع من الطعام بمقدار كمية المغذيات في وجبة الطعام. المراجع وقواعد البيانات المستخدمة لهذا الغرض واردة أدناه. ويجب الوضع في الاعتبار لاحظ أنه لتقدير إجمالي كمية المغذيات، من الضروري تضمين المكملات الغذائية في FFQ وإضافة المغذيات من هذه الأطعمة، خاصة عند التعامل مع السكان حيث يكون استهلاك المكملات الغذائية شائعًا.
- وزارة الزراعة في الولايات المتحدة قاعدة بيانات الأغذية والمغذيات للدراسات الغذائية (FNDDS)، والتي بدورها تقوم على قاعدة بيانات المغذيات الوطنية لوزارة الزراعة الأمريكية. لدمج تأثير المكملات الغذائية، يمكن استخدام قاعدة بيانات المكملات الغذائية المتكاملة (DSID) التابعة لوزارة الزراعة الأمريكية.[35]
- قاعدة بيانات الغذاء والمغذيات في جامعة مينيسوتا.[36] بالنسبة لمقياس FFQ غير الكمي، لا يمكن حساب كمية المغذيات بدقة، ولكن لا يزال من الممكن استخدام FFQ للحصول على فكرة تقريبية عن استهلاك المغذيات.

### حساب مجموعات الطعام المستهلكة
من الاستخدامات ذات الصلة من FFQs هو تحديد كم من الناس يستهلكون مجموعات واسعة من الأطعمة.ومن أمثلة مجموعات الأغذية هذه الفواكه، الخضراوات والسكريات المضافة. وتعد قاعدة بيانات مكافئات أنماط الأغذية التابعة لوزارة الزراعة الأمريكية (FPED) قاعدة بيانات مفيدة.

### بيانات المقارنة
في الولايات المتحدة، يتم استخدام البيانات الواردة من NHANES لتوفير بيانات مقارنة وطنية.

### تحليلات على مستوى السكان
يمكن استخدام FFQs لمجموعة متنوعة من التحليلات على مستوى السكان:
1. تقدير الاستهلاك الكلي لأطعمة معينة، مجموعات غذائية، ومغذيات بين السكان.
2. تقدير العلاقة بين أنماط استهلاك الأغذية ومتغيرات أخرى غير النظام الغذائي، مثل الحالة الصحية أو الحالات الطبية المحددة.
3. تقدير فعالية التدخلات لتغيير النظام الغذائي. في هذا التصميم التجريبي، يُطلب من كل من المشاركين في التجربة ومجموعة المراقبة ملء FFQ قبل وبعد التدخل، ويتم قياس التغيرات في أنماط استهلاك الغذاء للمجموعة التجريبية. ومع ذلك، بسبب القلق بشأن التحيز المُحتمل للاستجابة التفاضلية بسبب ميل مجموعة التدخل إلى الإبلاغ عن أخطاء في نظامها الغذائي إلى حد أكبر من المجموعة الضابطة، فإن استخدام FFQ (أو أي أداة غذائية ذاتية التقارير) يجب أن تكون طريقة التقييم الوحيدة يجب النظر بعناية.

## نقد
جعل  مستوى صلاحية   FFQs منخفض جعلهم موضوع للنقد. وقدر والتر ولت، المطور لـ Harvard FFQ، وجود ارتباط بين 0.60 و 0.70 بين مستوى ات FFQ القياسية وعمليات سحب الحمية.
كتب لان كريستا، يولريك بيتيرز وجون دي بوترفي مقالتهم «هل حان الوقت للتخلي عن استبيان الترددات الغذائية؟» أنه لم يكن هناك مجال واسع لمعرفة المزيد من FFQs، وأنه كان هناك حاجة إلى نهج أكثر استكشافية وتطفل للكشف عن رؤى جديدة على النظام الغذائي وارتباطه بالحالة الصحية.
ولقد جادل المعهد الوطني للسرطان بأنه من خلال تصحيح التحيز الحذر، يُمكن التغلب على بعض القيود المفروضة على FFQs، ويُمكن أن تكون مفيدة للغاية.